# Jevgēņijs Saproņenko
Jevgēņijs Saproņenko, talvolta riportato come Evgeni Sapronenko (in russo Евгений Сапроненко?; Riga, 11 novembre 1978), è un ex ginnasta lettone.

## Palmarès

### Olimpiadi
- 1 medaglia:
  - 1 argento (Atene 2004 nel volteggio)

### Mondiali
- 2 medaglie:
  - 2 argenti (Tianjin 1999 nel volteggio; Gand 2001 nel volteggio)

### Europei
- 2 medaglie:
  - 1 oro (Debrecen 2005 nel volteggio)
  - 1 argento (Lubiana 2004 nel volteggio)